# Борба код Нежилова
Борба код села Нежилова (15. октобар 1905) била је између бугарских комита и српских четника прилепске чете војводе Глигора Соколовића. Глигорову чету је током борбе изненада напало одељење турских војника, које је било привучено паљбом. Због тога су четници били приморани да се јуришем пробију кроз бугарске комитаџије. У борби је погинуло 6 Бугара и један турски војник. Чета Глигора Соколовића је имала 2-3 рањена четника.